# Leopoldo Antonio Eleuterio Firmian
Leopoldo Antonio Eleuterio Firmian, in tedesco Leopold Anton Eleutherius Reichsfreiherr von Firmian (Monaco di Baviera, 27 maggio 1679 – Salisburgo, 22 ottobre 1744), è stato un arcivescovo cattolico austriaco.
Dal 1718 vescovo di Lavant e dal 1724 vescovo di Seckau, nel 1727 è stato promosso alla sede metropolitana di Salisburgo. È conosciuto come Leopoldo I a Levant ed a Salisburgo e come Leopoldo II a Seckau.

## Biografia

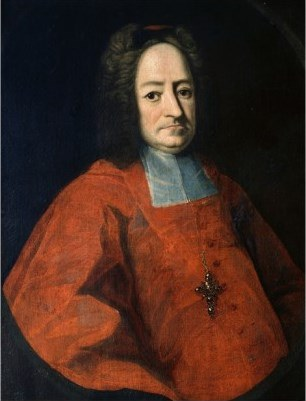
Ritratto del principe arcivescovo Leopoldo.

Leopoldo Antonio Eleuterio Firmian proveniva da una famiglia dell'aristocrazia trentino-tirolese, che aveva la propria sede a Castel Firmiano (Sigmundskron), presso Bolzano, a Mezzocorona e a Trento. Egli era figlio del barone Francesco Guglielmo Firmian e della contessa Maddalena Vittoria Thun. Suo zio fu Giovanni Ernesto Thun, vescovo di Seckau dal 1679 al 1687 e principe-arcivescovo di Salisburgo dal 1687 al 1709.
Egli studiò presso il collegio dei Gesuiti del Tirolo divenendo membro domicellarius delle cattedrali di Trento e Salisburgo nel 1694, divenne successivamente membro del Collegio Pontificio di sant'Apollinare a Roma dove ricevette la consacrazione sacerdotale nel 1707 e dove stette sino al 1709, tornando nuovamente poi a Salisburgo. Nel 1713 divenne arciprete di Salisburgo e nel 1714, decano della cattedrale.
Nel 1718 venne nominato da papa Clemente XI vescovo di Lavant, la cui consacrazione avvenne il 22 maggio 1718 per mano dell'arcivescovo di Salisburgo, e nel 1724, Benedetto XIII lo nominò anche vescovo di Seckau. Nel 1727 venne nominato consigliere segreto dell'imperatore e vescovo di Lubiana, poco prima della morte dell'arcivescovo di Salisburgo. Il 4 ottobre 1727 venne eletto arcivescovo di Salisburgo a gran voce. Nel 1738 venne onorato dal papa Clemente XII del titolo di Eccelso, per gli ampi meriti riconosciuti nell'azione di governo. Sotto il suo vescovato si sviluppò a Salisburgo un importante gruppo cattolico riformatore, formato da personaggi come il nipote Carlo Giuseppe di Firmian e il giurista Carlo Antonio Martini.
Il 22 ottobre 1744 Leopoldo Antonio Eleuterio Firmian morì presso il castello di Leopoldskron e venne sepolto nella cripta della cattedrale di Salisburgo.

## Attività
L'arcivescovo von Firmian pose quale proprio obiettivo l'ostentazione del potere e della gloria della Chiesa cattolica. La minoranza protestante che viveva nelle sue diocesi venne presa sempre meno in considerazione (in particolare una grande concentrazione di protestanti viveva a Pongau). Sotto il suo vescovato circa 20.000 persone di confessione luterana furono costrette ad abbandonare la diocesi e le loro case e a trasferirsi in territori protestanti, in particolare in Prussia.
Dopo questi fatti, Firmian divise la diocesi di Salisburgo in quattro aree di missione affidate a quattro ordini monastici: Agostiniani, Cappuccini, Benedettini e Francescani.

## Genealogia episcopale e successione apostolica
La genealogia episcopale è:
- Cardinale Guillaume d'Estouteville, O.S.B.Clun.
- Papa Sisto IV
- Papa Giulio II
- Cardinale Raffaele Sansone Riario
- Papa Leone X
- Papa Paolo III
- Cardinale Francesco Pisani
- Cardinale Alfonso Gesualdo
- Papa Clemente VIII
- Cardinale Pietro Aldobrandini
- Cardinale Laudivio Zacchia
- Cardinale Antonio Barberini, O.F.M. Cap.
- Cardinale Marcantonio Franciotti
- Papa Innocenzo XII
- Cardinale Leopold Karl von Kollonitsch-Lipót
- Cardinale Johann Philipp von Lamberg
- Arcivescovo Franz Anton von Harrach zu Rorau
- Arcivescovo Leopoldo Antonio Eleuterio Firmian

La successione apostolica è
- Vescovo Sigismund Felix von Schrattenbach (1728)
- Arcivescovo Jakob Ernst von Liechtenstein-Kastelkorn (1728)
- Vescovo Joseph Franz Valerian Felix von Arco (1730)
- Cardinale Leopold Ernst von Firmian (1739)
- Vescovo Vigilius Augustin Maria von Firmian (1744)

## Stemma
| Immagine | Blasonatura                                                           |
| -------- | --------------------------------------------------------------------- |
| \| \|    | Leopoldo Antonio Eleuterio Firmian Principe-arcivescovo di Salisburgo |
|          |                                                                       |